# Surbán Frang Zoltán
Surbán Frang Zoltán (Iván, 1916. augusztus 18. – Sopron, 1984. december 10.) író, költő, újságíró. Frang Zoltán, Surbán Zoltán, Surbán F. Zoltán valamint Kocsód Ákos néven is publikált.

## Élete
Frang Zoltán néven született a Sopron vármegyei Iván községben. Apja Frang Gyula szemerei születésű iváni körjegyző, anyja Ruisz Gizella, egy módos jánosfai molnár leánya.
Frang Zoltán az iváni elemi négy osztálya után, 1926–1933 között a soproni Szent Asztrik Benedek-rendi Gimnáziumban tanult, ahol az önképzőkör alelnöke is volt, majd átkerült a győri Czuczor Gergely Bencés Gimnáziumba, s itt érettségizett 1935-ben. Ezután felvételt nyert Budapestre, a Pázmány Péter Tudományegyetemre, joghallgatónak. Az egyetemet a háború, majd a szovjet uralom miatt nem fejezte be – nem volt hajlandó felesküdni az új alkotmányra.
Az írást már a gimnáziumban kiemelkedően gyakorolta, így első – és eddig egyetlen, kötetben megjelent – regényét (Praeludium) 1935-ben, bencés segítséggel adta ki a Győregyházmegyei Alap. Ekkor választotta írói névnek a később a Magyar Nemzetnél és más lapoknál használt Surbán nevet.
Az egyetem mellett írt és szerkesztett. A Magunk Útjánt, a fiatal magyarság írásait összegyűjtő lapot 1937–38-ban Meggyes Edével közösen szerkesztették. A Magyar Sajtó 1939-es évkönyve a Magunk Útján folyóirat IV. évfolyamáról számol be. 1939-ben a Magyar Nemzet belső munkatársa lett, mellette jelentek meg írásai irodalmi és politikai lapokban egyaránt.
1940-ben az Országos Magyar Sajtókamara újságírói főosztálya IV. szakosztályának tagja lett.
1940-ben a kassai 21. gyalogezred kötelékében a keleti frontra került. A háború végén éppen a frontról ért haza Magyarországra, amikor elfogták, és a szovjetek hadifogolyként Szibériába hurcolták. Több lágert is megjárva jutott el a kujbisevi táborba, ahonnan 1949 tavaszán szabadult.
Hazatérése után egy ideig a családi birtokon gazdálkodott Mihályiban, majd amikor szüleivel együtt el kellett hagyniuk az otthont, fizikai munkákat vállalt. Kisfaludon a rokonság fogadta be a családot, s hosszú évekre Kisfalud lett az otthon, ahová még a győri munkás hetek után is hazajárt. 1951 áprilisától 1959-ig Győrött dolgozott, többek között a Magyar Vagon- és Gépgyárban, a Győri Autógyárban, a Győri Víz- és Csatornamű Vállalatnál, a Győri Köztisztasági és Kertészeti Vállalatnál, a Győri Szerszámgépgyárban, a kenyérgyárban, a szeszgyárban.
1958 májusában megnősült. Felesége is rábaközi: szili lány, („Hajas”) Gyurasits Mária lett. Közösen már Sopronban raktak fészket. Fizikai dolgozóként volt az Állami Gazdaságnál, a Soproni Tejüzemben, a Sörgyárban, végül 1960-tól 1976-ig, majd a MÁV Szertárfőnökség raktárosaként ment nyugdíjba.
Folyamatosan írt, egyik versével még a megyei pályázaton is díjat nyert Kocsód Ákos álnéven (Mi vagyunk mégis – in: Rapszódia két tételben). Írásaiból jelentek meg itthon (elsősorban katolikus és irodalmi újságokban) valamint a külföldi magyarok lapjaiban egyaránt. Szellemi termésének nagy része azonban az íróasztalfiókban maradt.

## Művei, publikációi
- Surbán Frang Zoltán: Megfojtott kiáltás - versek 1935 - 1984 (Magánkiadás 2016)http://konyvtar.ksh.hu/cgi763?session=29705701&infile=details.glu&loid=1471851&rs=8279802&hitno=1%5B%5D
- Surbán Frang Zoltán: Levél a Város széléről - regény (Magánkiadás 2016)https://web.archive.org/web/20170118052153/http://regi.oszk.hu/mnbwww/K/2022/S.HTML#11085
- Surbán Frang Zoltán: Így élnek a summások... (Korunk szava 1936), 384.[13]
- A harmadik ut ifjúsága. Korunk szava, 1937, 297-298.1,
- Uti jegyzetek Ausztriából. Korunk szava, 1937, 488. 1.
- A falu jegyzője. Korunk szava, 1937. 690-691. 1.  :
- Múlt és jövő az ifjúság fejlődésében. Korunk szava, 1938. 592-593. 1
- Surbán Zoltán (S. Z.): „Bunburry” a Színiakadémián (kritika) (Oscar Wilde színműve)[14]
- Surbán Zoltán: Kórház (kritika) (Horváth Zoltán regénye)[15]
- SURBÁN Zoltán: Az örök magyar cél: a független Magyarország és ennek szolgálata. (Cikk) 4. /A Hivatásszervezet-mozgalom programjának méltatása/[16]
- SURBÁN Zoltán: A munkásság májusi gyűlése a Tattersallban. (Tudósítás) 11.[17]
- SURBÁN Zoltán: Látástól vakulásig. (kritika) 27. (Barát Endre regénye)[18]
- SURBÁN Zoltán: Mi lesz az erdélyi magyar színjátszással? (Cikk) 13.[19]
- SURBÁN Zoltán (S. Z.) : Soprontól Munkácsig. Ádám T. István könyve. (Kritika) 27. (A Rongyos Gárda története)[20]
- SURBÁN Zoltán (S. Z.) : Szárnyas dandár. /(Kritika) 8. (Csepreghy Jenő filmje)[21]
- Surbán Zoltán. Az erdélyi magyar színjátszás. (Magyar Nemzet. 1939. 164. sz.)[22]
- Surbán Zoltán: Tavaszi vasárnap (két részben: Népszava, 1939. 09. 13. és 14. 6. oldal)[23]
- Surbán Zoltán: Hazatérés (Tolnai Világlapja, 1940. 06. 12. 16. o.[24]
- Surbán Zoltán. A magyar katolikus regényről. Jelenkor. (1940) 18. sz.[25][26]
- Surbán Zoltán: Szénagyüjtés (Népszava, 1940. 08. 20.)[27]
- SURBÁN Zoltán (S. Z.): Elindult szeptemberben. Darvas József regénye. (Kritika) 9.[28]
- SURBÁN Zoltán: Kassai képeslap. (Riport) 9.[29]
- SURBÁN Zoltán: Búcsú Kassától. (Riport) 10.[30]
- SURBÁN Zoltán: Búcsúfia Angyalföldről. (Riport) 10.[31]
- SURBAN Zoltán: Egy lakáskereső feljegyzései. (Tárcariport) 4.[32]
- Surbán Zoltán: Portré (Tolnai Világlapja, 1942. 04. 12. 15. o.[33]
- Surbán Zoltán. Városszéle – falu közepe. Jelenkor. (1943)[34]
- Surbán Zoltán: Portré (Tolnai Világlapja, 1944. 07. 12. 17. o.[35]
- Surbán Zoltán: Tót H Gyula : Csak a tett. [Ism.] A Könyvtáros 1959. 1. sz. 71. p.[36]

### Antológiákban
- Rapszódia két tételben (Antológia a Magyar Szocialista Munkáspárt Győr-Sopron megyei Bizottsága és Győr-Sopron Megye Tanácsa által meghirdetett felszabadulási pályázatok díjnyertes műveiből. Szerk. és a bevezetőt írta Pernesz Gyula. (Győr, 1970, Kiad. a Magyar Szocialista Munkáspárt Győr-Sopron megyei Bizottsága és Győr-Sopron Megye Tanácsa), (Győr-Sopron megyei Nyomdaváll.). 382,4 p. Kocsód Ákos álnéven: Mi vagyunk - mégis. 147. – Felszabadulási Pályázat-nyertes[37]
- Soproni írók antológiája. Szerk. Sarkady Sándor. Sopron, 1976. (Soproni (Városi Tanács). 263,1 p.[38]
- Soproni írók antológiája, Sopron Városi Tanács kiadása, 1977. (benne kiemelve a Jegenyék című verse)[39]
- Munkásnaptár (Antológia, 1941.)[40]
- Surbán Zoltán. Dunántúli lelkek és könyvek. Jelenkor. 5. sz.
- Magunk Útján, Bp., 1937. okt.-1938:1/2. sz.: a fiatal magyarság írásai. - Megj. össz. 3 sz. 16-20 old. Szerk. Surbán F. Zoltán, Meggyes Ede, 1937. XII: Szabó István. Fel. kiadó 1937. X: Meggyes Ede, 1937. XII-1938. 1/2. sz.: Szabó István. Kiadó: Szt István Bajtársi Szövetség. Ny: Budai Bernwallner József. T.E.   in:  Magyar Katolikus Lexikon
- Uj Idők
- Barát Endre. Látástól vakulásig. (Regény.) — Ism. Surbán Zoltán. Magyar Nemzet, 1939. 131. sz.
- Miért lehet Arany János a magyar ifjúság örök.... Ism. Surbán Zoltán.  Magyar Nemzet, 1938. 121. sz. —
- Az 1938-ik év irodalomtörténeti munkássága. — Ism.  Surbán Zoltán. (Magyar Nemzet)
- Magyar Könyvszemle 1940./,  Surbán Zoltán.
- Soproni Füzetek (1968 – 1984-ig folyamatosan – azóta a hagyatékból válogatások)
- Soproni Magazin
- Surbán Zoltán: A Hábi Szádi kűzdelmeinek könyve c. kötetről, Könyvtáros, 1958. 708–709. p.;
- Könyvbarát, 1958. 420–421. p.

### Egyéb folyóiratok, lapok
- A Kalandor c. társadalmi regénye 1943-ban folytatásokban jelenik meg
- Élet 1940. január-december I-II.
- Jelenkor[41]
- Népszava
- Élet és Irodalom
- Új Ember
- Pásztortűz (München)
- Ötágú Síp (New Brunswick) (ide adott le, illetve kértek tőle)

### Kritikák az írásairól
- Fényi András: Surbán Frang Zoltán: Praeludiun. 1937. 20. 1.
- Szerepel hivatkozásként a Magyar Irodalom Története sorozatban

Kritika – egy, a versét is hozó CD-ről: „A Minden a más helyén Surbán Zoltán kitűnő verse már »letesztelten« slágergyanús szerzemény, a nagyszerűen hangszerelt dalban remekeltek a meghívott előadók” „A szinte ismeretlen Surbán Zoltántól a Minden a más helyén című vers a Juice Tánc- és Nosztalgia zenekar tolmácsolásában: Kutasi Heléna, Szakály Edina, Kiss Norbert sláger is lehetne.” (THJ Kiadó)